# Ciencias de la computación
| large capital lambda                                      | Representación gráfica de del algoritmo de ordenamiento quicksort      |
| Tetera de Utah representando los gráficos por computadora | Ratón Microsoft Tastenmaus representando la interacción hombre-máquina |

Las ciencias de la computación o ciencias de la informática son las ciencias formales que abarcan las bases teóricas de la información y la computación, así como su aplicación en los sistemas informáticos. El cuerpo de conocimiento de las ciencias de la computación es frecuentemente descrito como el estudio sistemático de los procesos algorítmicos que describen y transforman información: su teoría, análisis, diseño, eficiencia, implementación, algoritmos sistematizados y aplicación. En términos más específicos se trata del estudio sistemático de la factibilidad, estructura, expresión y mecanización de procedimientos metódicos (o algoritmos) que subyacen en la adquisición, representación, procesamiento, almacenamiento, comunicación y acceso a la información. La información puede estar codificada en forma de bits en una memoria de computadora, o en algún otro objeto, como los genes y proteínas en una célula biológica.
Existen diversas ramas o disciplinas dentro de las ciencias de la computación; algunos resaltan los resultados específicos del cómputo (como los gráficos por computadora), mientras que otros (como la teoría de la complejidad computacional) se relacionan con propiedades de los algoritmos usados al realizar cómputo; y otros se enfocan en los problemas que requieren la implementación de sistemas informáticos. Por ejemplo, los estudios de la teoría de lenguajes de programación describen un cómputo, mientras que la programación de computadoras aplica lenguajes de programación específicos para desarrollar una solución a un problema computacional específico. Un computólogo se especializa en teoría de la computación y en el diseño e implementación de sistemas computacionales.
Según Peter J. Denning, la cuestión fundamental en que se basa la ciencia de la computación es: «¿Qué puede ser (eficientemente) automatizado?».

## Historia

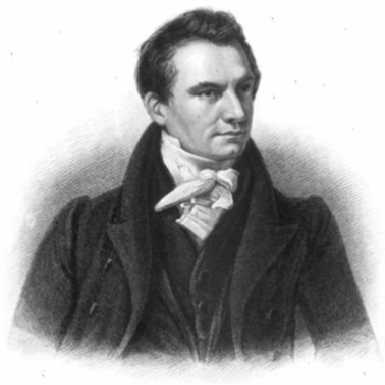
Charles Babbage diseñó la primera computadora Turing-completa; aunque pasarían décadas antes de que Alan Turing y otros demostraran su relevancia.

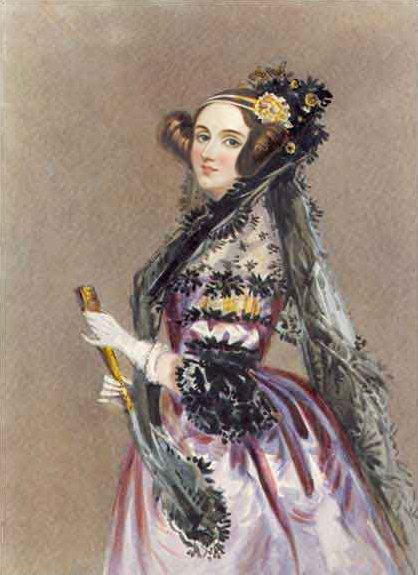
Ada Lovelace es reconocida por escribir el primer algoritmo para una computadora universal (la «Máquina analítica» de Babbage).

La historia de la ciencia de la computación antecede a la invención del computador digital moderno. Antes de la década de 1920, el término computador se refería a un ser humano que realizaba cálculos. Los primeros cimientos de lo que se convertiría en ciencias de la computación son anteriores a la invención de la computadora digital moderna. Se trataba de máquinas para el cálculo de las tareas numéricas fijas, como el ábaco han existido desde la antigüedad, ayudando en cálculos tales como la multiplicación y la división. Además, los algoritmos para realizar cálculos han existido desde la antigüedad, incluso antes de que se crearan equipos de computación sofisticados. Los antiguos sánscritos tratadistas Shulba Sutras, o «Reglas de la cuerda», es un libro de algoritmos escritos en 800 a. C. para la construcción de objetos geométricos como altares utilizando una clavija y cuerda, un precursor temprano del campo moderno de la geometría computacional.
Blaise Pascal diseñó y construyó la primera calculadora mecánica de trabajo, la Pascalina, en 1642. En 1673 Gottfried Leibniz creó una calculadora mecánica digital, llamada Stepped Reckoner. Él puede ser considerado el primer computólogo y teórico de la información, entre otras razones, porque fue el primero en documentar el sistema numérico binario. En 1820, Charles Xavier Thomas de Colmar lanzó la calculadora mecánica industrial cuando lanzó su simplificado aritmómetro, que fue la primera máquina de calcular lo suficientemente fuerte y lo suficientemente fiable para ser usada a diario en un entorno industrial. Charles Babbage inició el diseño de la primera calculadora automática mecánica, su máquina diferencial, en 1822, que finalmente le dio la idea de la primera calculadora mecánica programable, su máquina analítica. Él comenzó a desarrollar esta máquina en 1834 y en menos de dos años había esbozado muchas de las características más destacadas del moderno equipo. Un paso fundamental fue la adopción de un sistema de tarjetas perforadas derivado del telar de Jacquard haciéndolo infinitamente programable. En 1843, durante la traducción de un artículo francés sobre la máquina analítica, Ada Lovelace escribió, en una de las muchas notas que incluye el artículo, un algoritmo para calcular los números de Bernoulli, que es considerado como el primer programa de ordenador. Alrededor de 1885, Herman Hollerith inventó la máquina tabuladora, que usaba tarjetas perforadas para procesar información estadística; finalmente, su compañía se convirtió en parte de IBM. En 1937, cien años después del sueño imposible de Babbage, Howard Aiken fue convencido por IBM (que estaban manufacturando todo tipo de equipos de tarjetas perforadas y así como la calculadora de negocio) para desarrollar su calculadora programable gigante, el ASCC/Harvard Mark I. Se basó en la máquina analítica de Babbage, que a su vez utiliza las tarjetas perforadas y una unidad central de cálculo. Cuando se terminó de construir la máquina, algunas personas lo aclamaron como «el sueño de Babbage hecho realidad».

### Nuevas máquinas
Durante la década de 1940, conforme se desarrollaban las nuevas y más poderosas máquinas para computar, el término computador se comenzó a utilizar para referirse a las máquinas y ya no a sus antecesores humanos. Cuando se hizo evidente que las computadoras no solamente podrían utilizarse para realizar cálculos matemáticos, el campo de las ciencias de la computación se amplió para estudiar cómputo en general. Las ciencias de la computación empezaron a establecerse como una disciplina académica distinta de las demás en la década de 1950 y principios de 1960. Entonces surgió el primer programa de grado universitario del mundo, el Cambridge Diploma in Computer Science, del Cambridge Computer Lab (Departamento de Ciencias de la Computación) de la Universidad de Cambridge, en 1953. El primer programa de grado universitario en ciencias de la informática en Estados Unidos se formó en la universidad de Purdue en 1962. Desde que se dispone ordenadores prácticos, muchas aplicaciones la de las ciencias de la computación se convirtieron en diferentes áreas de estudio en sus propios términos.
Aunque inicialmente muchos creyeron que era imposible que las computadoras en sí mismas podrían constituir en realidad un campo científico de estudio, a finales de los años cincuenta se fue volviendo gradualmente aceptada entre la población mayor académica.
La disciplina científica de las ciencias de la computación nace a principios de 1940 con la confluencia de la teoría de algoritmos, lógica matemática y la invención del programa almacenado en una computadora electrónica. Ejemplos de esto son los trabajos de Alan Turing, Alonzo Church y Kurt Gödel en 1930 acerca de los algoritmos y su trabajo en sistemas de reglas (véase Cálculo Lambda, Máquina de Turing y Problemas Indecidibles), los algoritmos creados por Augusta Ada sesenta años antes, la computadora analógica construida por Vannevar Bush en 1920 y las computadoras eléctricas construidas por Howard Aiken y Konrad Zuse en 1930. Los escritos de John Von Neumann dieron una profundidad intelectual considerable a esta disciplina emergente a mediados de la década de 1940.
En 1960, había suficientemente cuerpo de conocimiento que ameritaba la creación de departamentos académicos y programas de grado universitario para esta disciplina. IBM es reconocida como la marca que formó parte de la revolución de las ciencias de la computación durante ese tiempo. IBM (abreviación de International Business Machines) lanzó la IBM 704 y más tarde la IBM 709 computadoras, que fueron ampliamente utilizadas durante el período de exploración de este tipo de dispositivos. «Sin embargo, el trabajo con la IBM [equipo] era frustrante ... si te equivocas en una letra de alguna instrucción, el programa se arruinaría, y se tendría que empezar todo el proceso otra vez». Durante la década de 1950, la disciplina de las ciencias de la computación estaba en su etapa de desarrollo, y estos problemas eran algo común.
El tiempo ha dado mejoras significativas en la capacidad de uso y la eficacia de la tecnología de la computación. La sociedad moderna ha presenciado un cambio significativo en los usuarios de la tecnología en cómputo, de ser utilizada únicamente por expertos, profesionales y científicos, a una base de usuarios que es casi omnipresente a la teoría con la cual se desarrolló y funciona este tipo de tecnología. Inicialmente, las computadoras eran bastante costosas, y era necesario un cierto grado de ayuda humana para el uso eficiente - en parte de operadores de computadoras profesionales. Como la adopción equipo se hizo más generalizado y asequible, se necesitaba menos asistencia humana en el uso común.

### Mayores logros

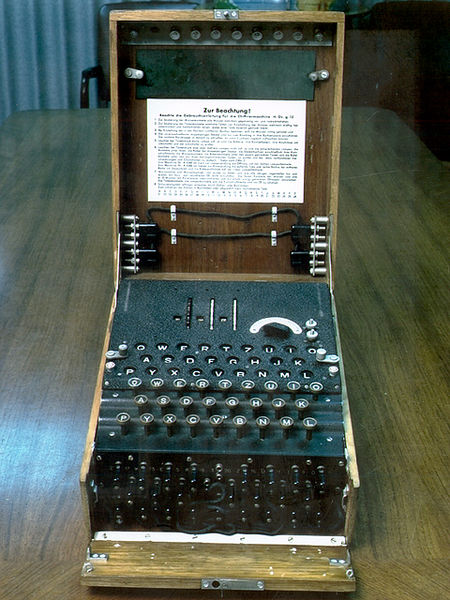
El ejército alemán usó la máquina Enigma durante la Segunda Guerra Mundial; su sistema de cifrado fue finalmente descubierto por Alan Turing, considerado el padre de la Computación. La lectura de la información que contenían los mensajes supuestamente encriptados son considerados, a veces, como la causa de haber podido concluir la Segunda Guerra Mundial al menos dos años antes de lo que hubiera acaecido sin su descifrado. El descifrado a gran escala del tráfico de Enigma en Bletchley Park fue uno de los factores más importantes que contribuyeron a la victoria Aliada.

A pesar de su corto tiempo de ser una disciplina científica formal, las ciencias de la computación han hecho un gran número de contribuciones importantes a la ciencia y la sociedad –de hecho, junto con la electrónica, es una ciencia fundacional de la época actual de la historia humana llamada Era de la información y la Revolución de la Información, visto como el tercer gran salto en el progreso tecnológico humano después de la Revolución Industrial (1750-1850) y la revolución neolítica (8000-5000 a. C.).
Estas contribuciones a la humanidad incluyen:
- El comienzo de la «Revolución digital», la cual incluye la actual Era de la información y el Internet.[26]
- Una definición formal de computación y computabilidad, y una demostración formal de que existen problemas que son computacionalmente irresolubles e intratables.[27]
- El concepto de lenguaje de programación, una herramienta para la expresión precisa de información metodológica a varios niveles de abstracción.[28]
- En criptología, el criptoanálisis de Enigma fue un factor importante, el cual contribuyó a la victoria Aliada en la Segunda Guerra Mundial.[25]
- El cómputo científico permitió la evaluación de procesos y situaciones de gran complejidad, así como la experimentación mediante software. También permitió el avance en investigación de la mente humana y el mapeo del genoma humano junto el Proyecto Genoma Humano.[26] Proyectos de cómputo distribuido tales como Folding@home que estudiaron el plegamiento de proteínas.
- Computación gráfica e imágenes generadas por computadora se volvieron omnipresentes en la era moderna del entretenimiento, sobre todo en televisión, cine, publicidad, animación y videojuegos. [cita requerida]
- Simulación de varios procesos, incluyendo dinámica de fluidos computacionales, sistemas físicos, eléctricos, electrónicos y de circuitos, así como las sociedades y las situaciones sociales (sobre todo juegos de guerra), junto con sus hábitats, entre muchos otros. Las computadoras modernas permiten la optimización de diseños tales como aviones completos. Se destaca el diseño de circuitos eléctricos y electrónicos con SPICE, así como software para la realización física de nuevos diseños. Este último incluye soporte lógico de diseño esencial para circuito integrados.
- La Inteligencia artificial (IA) es cada vez más importante, ya que se vuelve más eficiente y compleja con el paso del tiempo. Existen muchas aplicaciones de la IA, algunas se pueden ver en el hogar, tales como aspiradores robóticos. También está presente en los videojuegos y en el campo de batalla moderno en aviones no tripulados, sistemas antimisiles, y robots de apoyo para escuadrones.

## Filosofía
Algunos científicos de la computación han argumentado a favor de la distinción de tres paradigmas diferentes en ciencias de la computación. Peter Wegner ha argumentado que esos paradigmas son la ciencia, la tecnología y las matemáticas. El grupo de investigación de Peter Denning argumentó que son la abstracción (modelado), y diseño. Amnon H. Eden lo describe como el «paradigma racionalista» (el cual trata a las ciencias de la computación como una rama de las matemáticas, la cual prevalece en ciencias de la computación teórica y principalmente emplea el razonamiento deductivo), el paradigma tecnocrático (que podría ser encontrado en enfoques ingenieriles, más prominente en la ingeniería de software) y el paradigma científico (que se enfoca a objetos relacionados con la computación desde la perspectiva empírica de las ciencias naturales identificable en algunas ramas de la inteligencia artificial).
A pesar de su primera proposición en 1956, la locución «ciencias de la computación» aparece en 1959 en un artículo de la revista Communications of the ACM (prestigiada publicación científica destinada a lectores con experiencia en todos los ámbitos de la computación y los sistemas de información), en el cual Louis Fein discute sobre la creación de una Escuela de Estudios de Posgrado en Ciencias Computacionales análoga a la creación de Harvard Business School en 1921, justificando el nombre con el argumento de que: Como la ciencia administrativa, el tema o área de conocimiento puede ser aplicado, es de carácter interdisciplinario y que cuenta con las características típicas de una disciplina académica.
Sus esfuerzos y los de otros, como el analista numérico George Forsythe, fueron recompensados: universidades pasaron a crear este tipo de programas de estudio, a partir de 1962 en Purdue. A pesar del nombre de esta disciplina académica, una cantidad significativa de tópicos en ciencias de la computación no involucran el estudio de las computadoras, por esta razón muchos nombres alternativos han sido propuestos.
Algunos departamentos de universidades prefieren la locución «ciencias de la computación» para hacer énfasis en esta diferencia. El científico danés Peter Naur sugirió el término datología, para reflejar el hecho de que esta disciplina científica gira en torno a los datos y a al tratamiento de estos, mientras que no necesariamente involucra a las computadoras. La primera institución científica en usar el término fue el Departamento de Datología de la Universidad de Copenhague, fundado en 1969, con Peter Naur como profesor de datología. El término es usado en países escandinavos. En los primeros años de la computación, un número de terminus para los practicantes del campo de la computación fueron propuestos en la revista Communications of the ACM – turingeniero, turologo, hombre de los diagramas de flujo, matemático meta-aplicado, y epistemologo aplicado. Tres meses después en esa misma publicación científica, el término computólogo fue sugerido. El siguiente año en la misma publicación surgió el término hypologo. El término computica también ha sido sugerido. En Europa, términos derivados de traducciones de la expresión «automatic information» (e.g. «informazione automatica» en italiano) or «información y matemáticas» son frecuentemente usados, e.g. informatique (francés), Informatik (alemán), Informática (Italia, Países Bajos), Informática (España y Portugal), informatika (lenguas eslavas) o pliroforiki (πληροφορική, que significa informática) en Griego. Palabras similares han sido adoptadas en algunos lugares del Reino Unido, por ejemplo en la Universidad de Edimburgo. Pero estas no reflejan el aspecto de la computabilidad, por esta razón en un contexto de investigación científica tanto académica como industrial el término ciencias de la computación es mayormente usado en publicaciones y conferencias científicas.

## Campos de estudio
Como disciplina científica, las ciencias de la computación abarca una gama de temas, desde los estudios teóricos de los algoritmos y los límites de la computación a los problemas prácticos de la implementación de sistemas computacionales en hardware y software. Computing Sciences Acreditation Board o la Junta de Acreditación en Ciencias de la Computación. –Compuesta por representantes de la Association for Computing Machinery (ACM), y la Sociedad de Computación IEEE (IEEE-CS)– identifica cuatro áreas que considera cruciales para la disciplina de ciencias de la computación: teoría de la computación, algoritmos y estructuras de datos, metodología y lenguajes de programación, y arquitectura de computadoras. Además de estas cuatro áreas, C.S.A.B. también identifica ámbitos como la ingeniería de software, inteligencia artificial, redes de computadoras, sistemas de bases de datos, computación paralela, computación distribuida, la interacción persona-computador, gráficos por ordenador, sistemas operativos, cálculo numérico y simbólico siendo importantes áreas de las ciencias de la computación.

### Ciencias de la computación teóricas
Las ciencias de la computación teóricas tienen como eje fundamental varias ramas de las ciencias matemáticas, en especial puras como la matemática discreta, la teoría de grafos y el álgebra, con el fin de entender la naturaleza de la computación y de mejorar sus procesos asociados.

#### Teoría de la computación
De acuerdo a Peter J. Denning, la pregunta fundamental en ciencias de la computación es, «¿Qué puede ser eficientemente automatizado?» El estudio de la teoría de la computación está enfocado en responder preguntas fundamentales acerca de qué puede ser computado y qué cantidad de recursos son requeridos para ejecutar tales cómputos. En un esfuerzo por resolver esta pregunta, la teoría de la computabilidad examina qué problemas computacionales se pueden resolver en varios modelos teóricos de cómputo. La segunda pregunta está dirigida por la teoría de la complejidad computacional, que estudia los costos de tiempo y espacio asociados a diferentes enfoques para resolver una multitud de problemas computacionales.
El famoso problema «¿P=NP?» es uno de los Problemas del milenio, es un problema abierto en ciencias de la computación.
|                     |                             | P = NP ?                               | GNITIRW-TERCES |                      |
| Teoría de autómatas | Teoría de la computabilidad | Teoría de la complejidad computacional | Criptografía   | Computación cuántica |

#### Teoría de la información y códigos
La teoría de la información está relacionada con la cuantificación de la información. Fue desarrollada por Claude E. Shannon para desarrollar los límites fundamentales del procesamiento de señales así como sus operaciones, tales como compresión y almacenamiento de datos así como la comunicación de los datos de manera fiable.
La teoría de códigos es un área de las matemáticas que busca resolver el problema de detectar y corregir errores al momento de transmitir información. Los códigos son usados para comprimir datos, criptografía y más recientemente para la codificación de redes. Los códigos son estudiados para el propósito de diseñar métodos eficientes y seguros para la transmisión de datos.

#### Algoritmos y estructuras de datos
Los algoritmos y las estructuras de datos son el estudio de métodos computacionales comúnmente usados así como su eficiencia computacional.
| {\displaystyle O(n^{2})} |            |                      |                           |                         |
| Análisis de algoritmos   | Algoritmos | Estructuras de datos | Optimización combinatoria | Geometría computacional |

#### Teoría de lenguajes de programación
La teoría del lenguaje de programación es una rama de las ciencias de la computación que se ocupa del diseño, activación, análisis, caracterización y clasificación de los lenguaje de programación y sus características individuales, cae dentro de la disciplina de las ciencias de la computación, tanto en dependencia de las matemáticas y la lingüística. Es un área de investigación activa, con numerosas revistas académicas y conferencias especializadas en el tema.
| {\displaystyle \Gamma \vdash x:{\text{Int}}} |              |                           |
| Teoría de tipos                              | Compiladores | Lenguajes de programación |

##### Métodos formales
Los métodos formales son un tipo particular de la técnica basada en las matemáticas para la especificación formal, desarrollo y verificación formal de los sistemas de software y hardware. El uso de métodos formales para el diseño de soportes lógico y físico está motivado por la expectativa de que, la realización de un análisis matemático adecuado puede contribuir a la fiabilidad y robustez de un diseño. Estos forman una importante base teórica para la ingeniería de software, especialmente cuando está involucrado la seguridad o robustez. Los métodos formales son un complemento útil para las pruebas de software, ya que ayudan a evitar errores y también pueden dar un marco para hacer pruebas. Para su uso industrial, se requiere el apoyo de herramientas. Sin embargo, el alto costo de la utilización de métodos formales significa que por lo general solo se utilizan en el desarrollo de sistemas críticos de alta integridad donde la vida o la seguridad es de muy alta importancia. 
Los métodos formales se describen mejor como la aplicación de una amplia variedad de fundamentos teóricos de las ciencias de la computación, en particular la lógica computacional, lenguajes formales, teoría de autómatas y Semántica de lenguajes de programación pero también áreas como sistemas de tipos y tipos de datos algebraicos a problemas en la especificación y verificación de software y hardware.

### Ciencias de la computación aplicadas
Las ciencias de la computación aplicadas buscan diseñar, desarrollar y continuamente mejorar algoritmos y sistemas informáticos para la solución de problemas del mundo real, como la generación de contenido multimedia, optimización de redes de comunicaciones, implementación de procesos de automatización, descubrimientos científicos, entre otras áreas de aplicación, siendo dependientes de los avances de la ciencias de la computación teóricas que determinan la capacidad de cómputo.

#### Gráficos por ordenador
También conocida como computación gráfica, es el subcampo de la computación que se encarga de la síntesis y manipulación de contenido visual, en especial imágenes digitales que pueden representar información de objetos tridimensionales. Si bien es un subcampo de estudio independiente, si depende o está interrelacionada con la geometría computacional, el procesamiento digital de imágenes y la visión artificial.
|                        |                         |               |                |                  |                     |
| Computación gráfica 2D | Animación por ordenador | Renderización | Realidad mixta | Realidad virtual | Modelado de sólidos |

#### Procesamiento digital de audio e imágenes
Parte de dos áreas de estudio conocidas como procesamiento de datos y procesamiento digital de señales, las imágenes y audios son tipos de información y señales ampliamente utilizados en la teoría de la información, la computación gráfica, la inteligencia artificial, los sistemas de telecomunicación y la ingeniería de software, para la aplicación en la síntesis de habla, análisis de imágenes médicas, robótica, entre otras.
|                |                           |                          |                     |                   |
| Algoritmos FFT | Procesamiento de imágenes | Reconocimiento del habla | Compresión de datos | Síntesis de habla |

#### Inteligencia artificial
Esta rama de las ciencias de la computación pretende o es requerida para la síntesis de procesos metaorientados tales como la resolución de problemas, toma de decisiones, la adaptación del medio ambiente, el aprendizaje y la comunicación que se encuentran en los seres humanos y los animales. Desde sus orígenes en la cibernética y en la Conferencia de Dartmouth (1956), la investigación en inteligencia artificial (IA) ha sido necesariamente multidisciplinaria, aprovechando áreas de especialización, tales como las matemáticas, la lógica simbólica, la semiótica, la ingeniería eléctrica, la filosofía de la mente, la neurofisiología, y la inteligencia social. La IA erróneamente es asociada en la mente popular con el desarrollo robótico, pero el principal campo de aplicación práctica ha sido como un componente integrado en las áreas de desarrollo de programas informáticos que requieren la comprensión y la modelación computacional, tales como las finanzas y la economía, la minería de datos y las ciencias físicas. El término fue acuñado por el científico de la computación y matemático John McCarthy en 1955.
|                                 |                                   |                           |                                        |
| Aprendizaje automático          | Visión artificial                 | Procesamiento de imágenes | Reconocimiento de patrones             |
|                                 |                                   |                           |                                        |
| Ciencia cognitiva               | Minería de datos                  | Computación evolutiva     | Búsqueda y recuperación de información |
|                                 |                                   |                           |                                        |
| Representación del conocimiento | Procesamiento de lenguaje natural | Robótica                  | Cómputo de imágenes médicas            |

#### Interacción persona-computadora
La interacción persona-computadora o interacción persona-ordenardor, es un área de investigación enfocada en el diseño y uso de sistemas informáticos, basada en el análisis de la interacción entre las personas y las interfaces informáticas. Tiene múltiples subáreas que estudian la relación entre las emociones, el comportamiento social y la actividad cerebral con los ordenadores.
|                      |                    |                    |                               |                              |
| Computación afectiva | Computación física | Computación social | Diseño centrado en el usuario | Interfaz cerebro-computadora |

#### Ingeniería desoftware
Ingeniería de software consiste en el estudio del diseño, activación y modificación del software con la finalidad de asegurarse de que es de alta calidad, asequible, fácil de mantener, y rápido de construir. Es un enfoque sistemático para el diseño de software, que implica la aplicación de prácticas de ingeniería de software. Los ingenieros de software comercian con la organización y análisis de software — no solo lidian con la creación o fabricación de un nuevo soporte lógico, sino también con su mantenimiento y disposición interna. Se prevé que estén entre las ocupaciones de más rápido crecimiento entre 2008 y 2018. Debido a la novedad de este subcampo, la educación formal en Ingeniería de software generalmente es parte de los planes de estudio de ciencias de la computación, la gran mayoría de ingenieros de software tienen un grado académico en ciencias de la computación sin tener relación con la ingeniería.

#### Arquitectura de computadoras
La arquitectura de computadores u organización de computadoras digitales es el diseño conceptual y la estructura operacional fundamental de un sistema cómputo. Se centra en gran medida de la manera en que la unidad central de procesamiento realiza internamente y accede a las direcciones en la memoria. El campo involucra disciplinas de la ingeniería en computación y la ingeniería eléctrica, la selección y la interconexión de los componentes físicos para crear los equipos que cumplen funciones, de rendimiento, y costes.
|                     |                          |                                       |                           |
| Lógica digital      | Microarquitecturas       | Multiprocesamiento                    |                           |
|                     |                          |                                       |                           |
| Sistemas operativos | Redes de computadoras    | Sistemas de gestión de bases de datos | Seguridad Informática     |
|                     |                          |                                       |                           |
| Computación ubicua  | Arquitectura de software | Diseño de compiladores                | Lenguajes de programación |

#### Análisis de rendimiento de computadoras
Análisis de rendimiento del equipo es el estudio del trabajo que fluye a través de los equipos con el objetivo general de mejora de rendimiento y control de tiempo de respuesta, utilizando los recursos de manera eficiente, la eliminación de los cuellos de botella, y la predicción de rendimiento bajo cargas máximas previstas.

#### Computación científica
La ciencia computacional (o computación científica) es el campo de estudio que trata con la construcción de modelos matemáticos y técnicas de análisis cuantitativos, así como el uso de computadoras para analizar y resolver problemas científicos. En el uso práctico, es típicamente la aplicación de simulación por ordenador y otras formas de cálculo a los problemas en diversas disciplinas científicas.
|                   |                      |                       |                |
| Análisis numérico | Física computacional | Química computacional | Bioinformática |

#### Redes de computadoras
Esta rama de las ciencias de la computación tiene como objetivo gestionar la conectividad entre redes (LAN / WAN) de computadoras a nivel mundial.

#### Sistemas concurrentes, paralelos y distribuidos
Concurrencia es una propiedad de los sistemas en los que varios cálculos están ejecutando de forma simultánea, y, potencialmente, que interactúan entre sí. Un número de modelos matemáticos han sido desarrollados para el cálculo concurrente general, incluyendo las redes de Petri, cálculos de proceso y del modelo de máquina de acceso aleatorio en paralelo. Un sistema distribuido se extiende la idea de la simultaneidad en varios ordenadores conectados a través de una red. Las computadoras dentro del mismo sistema distribuido tienen su propia memoria privada, y la información es a menudo intercambiada entre sí para lograr un objetivo común.

#### Bases de datos
Una base de datos tiene la intención de organizar, almacenar y recuperar grandes cantidades de datos de forma sencilla. Bases de datos digitales se gestionan mediante sistemas de gestión de base de datos para almacenar, crear, mantener y consultar los datos, a través de modelos de bases de datos y lenguajes de consulta. Una base de datos es un conjunto de datos interrelacionados entre ellos mismos.

#### Ciencia de la información
El campo estudia la estructura, algoritmos, comportamiento e interacciones de los sistemas naturales y artificiales que guardan, procesan, acceden a y comunican información. También desarrolla sus propios fundamentos conceptuales y teóricos y emplea fundamentos desarrollados en otros campos. Una aplicación moderna es el Big Data, que consiste en el procesamiento de un conjunto de datos (provenientes de fuentes como por ejemplo: transacciones comerciales, formularios web, imágenes, videos, correos electrónicos, redes sociales, entre otros), los cuales son sometidos a herramientas informáticas de análisis que permiten extraer información valiosa para predecir comportamientos futuros y formular estrategias de toma decisiones.
|                                        |                                 |                                   |
| Búsqueda y recuperación de información | Representación del conocimiento | Procesamiento de lenguaje natural |

## Relación con otros campos
Por ser una disciplina reciente, existen varias definiciones alternativas para la ciencia de la computación. Esta puede ser vista como una forma de ciencia, matemáticas o una nueva disciplina que no puede ser categorizada siguiendo los modelos actuales.
Las ciencias de la computación frecuentemente se cruzan con otras áreas de investigación, tales como la física y la lingüística. Pero es con las matemáticas con las que se considera que tiene un grado mayor de relación. Eso es evidenciado por el hecho de que los primeros trabajos en el área fueran fuertemente influenciados por matemáticos como Kurt Gödel y Alan Turing. En la actualidad sigue habiendo un intercambio de ideas útil entre ambos campos en áreas como la lógica matemática, la teoría de categorías, la teoría de dominios, el álgebra y la geometría.
Otro punto a destacar es que, a pesar de su nombre, las ciencias de la computación raramente involucran el estudio mismo de las máquinas conocidas como computadoras. De hecho, el renombrado científico Edsger Dijkstra es muy citado por la frase «Las ciencias de la computación están tan poco relacionadas con los ordenadores como la astronomía con los telescopios». La investigación en ciencias de la computación también suele relacionarse con otras disciplinas, como la ciencia cognitiva, la física (véase computación cuántica), la lingüística, etc.
La relación entre las ciencias de la computación y la ingeniería de software es un tema muy discutido, por disputas sobre lo que realmente significa la lución «ingeniería de software» y sobre cómo se define a las ciencias de la computación. Algunas personas creen que la ingeniería de software sería un subconjunto de las ciencias de la informática. Otras, tomando en cuenta la relación entre otras disciplinas científicas y de la ingeniería, creen que el principal objetivo de las ciencias de la computación sería estudiar las propiedades del cómputo en general, mientras que el objetivo de la ingeniería de software sería diseñar cómputos específicos para lograr objetivos prácticos, con lo que se convertiría en disciplinas diferentes. Este punto de vista es el que sostiene, por ejemplo, Parnas (1998). Incluso hay otros que sostienen que no podría existir una ingeniería de software.
Los aspectos académicos, políticos y de financiamiento en las áreas de ciencias de la computación tienden a verse influidos drásticamente por el criterio del departamento encargado de la investigación y la educación en cada universidad, que puede estar orientado a las matemática o a la ingeniería. Los departamentos de ciencias de la computación orientados a las matemáticas teóricas suelen alinearse del lado de la computación científica y las aplicaciones de cálculo numérico.
La locución «computación científica», que no debe confundirse con ciencia de la computación, designa a todas aquellas prácticas destinadas a modelar, plantear experimentos y validar teorías científicas sirviéndose de medios informáticos. En estos casos la computación es una mera herramienta y el esfuerzo se dirige a avanzar en los campos objetivo (física, biología, mecánica de fluidos, radiotransmisión...), más que en la propia ciencia de la computación.
Finalmente, el público en general algunas veces confunde la ciencia de la computación con áreas vocacionales que trabajan con computadoras o piensan que trata acerca de su propia experiencia con las computadoras, lo cual suele incluir actividades como los juegos, la navegación web y el procesamiento de texto. Sin embargo, el punto central de la ciencia de la computación va más allá de entender las propiedades de los programas que se emplean para ejecutar aplicaciones de software como juegos y navegadores web, y utiliza ese entendimiento para crear nuevos programas o mejorar los existentes.